# Nadkomisarz Policji
Nadkomisarz Policji (nadkom.) – najwyższy stopień oficerów młodszych w Policji. Niższym stopniem jest komisarz, a wyższym podinspektor. Nadanie wyższego stopnia nie może nastąpić wcześniej niż po przesłużeniu w stopniu nadkomisarza 4 lat. Odpowiednik wojskowego stopnia kapitana oraz starszego kapitana w Państwowej Straży Pożarnej.